# August Kolb
August Heinrich Kolb (* 15. August 1893 in Rößleinsdorf/Neustadt an der Aisch; † 2. Oktober 1962 in Nürnberg) war ein deutscher SS-Hauptsturmführer (1943) und als Schutzhaftlagerführer im KZ Sachsenhausen eingesetzt.

## Leben
Kolb trat zum 1. Mai 1937 der NSDAP bei (Mitgliedsnummer 3.958.173) und schloss sich auch der SS an (SS-Nummer 222.497). Von Anfang März bis Ende Mai 1942 führte Kolb die Wachtruppe im KZ Arbeitsdorf. Danach war Kolb in der Lagerkommandantur des KZ Sachsenhausen tätig. Von Oktober 1943 bis April 1945 war Kolb Schutzhaftlagerführer im KZ Sachsenhausen.
Nach Kriegsende gab Kolbs Familie an, er sei verschollen. Bei Vernehmungen westdeutscher Ermittlungsbehörden ergaben sich Hinweise, dass Kolb noch lebte. Eine Hausdurchsuchung bei der Familie erbrachte den Hinweis auf eine Bückeburger Adresse, wo Kolb unter falschem Namen bis 1952 lebte. Am 13. Oktober 1954 wurde Kolb vom Landgericht Nürnberg-Fürth zu vier Jahren und drei Monaten Zuchthaus verurteilt. Verfahrensgegenstand waren seine Beteiligung an der Erhängung von KZ-Häftlingen auf dem Appellplatz sowie an mindestens 100 Einzelexekutionen, die auf Anordnung des Reichssicherheitshauptamts (RSHA) im Industriehof durch Genickschuss oder Hängen vollzogen wurden. Zudem war er an der Erschießung von mindestens 50 arbeitsunfähigen KZ-Häftlingen sowie von 19 luxemburgischen Polizisten, die sich weigerten den Treueid auf Adolf Hitler abzulegen, beteiligt. Auch seine Beteiligung an der Erschießung von mindestens 20 KZ-Häftlingen, die während eines Todesmarsches im April 1945 aus Schwäche zurückblieben, war Verfahrensgegenstand. Kolbs Verurteilung erfolgte wegen Beihilfe zum Mord in einem und Beihilfe zum Totschlag in zehn Fällen. In den anderen Kolb zur Last gelegten Fällen sahen die Richter keine ausreichenden Beweise für Kolbs verantwortliche Beteiligung oder dafür, dass er die Unrechtmäßigkeit der vom RSHA angeordneten Hinrichtungen erkannt habe. Dem Urteil zufolge sei Kolb „einer der Anständigsten“ im KZ Sachsenhausen gewesen. Dass er zum „Mithelfer an Mord und Totschlag“ geworden sei, sahen die Richter in den damaligen „Verhältnissen“ begründet; Kolb habe sich „mit Leib und Seele der nationalsozialistischen Gewaltherrschaft verschrieben“.
In einem zweiten Verfahren wurde Kolb am 16. März 1961 aufgrund einer durch ihn angeordneten Prügelstrafe, infolge derer zwei deutsche KZ-Häftlinge verstarben, zu drei Jahren und zwei Monaten Zuchthaus verurteilt. Das Strafmaß wurde mit der ersten Verurteilung zu einer Gesamtstrafe von sechs Jahren Zuchthaus zusammengezogen. Das zweite Verfahren war Folge von Ermittlungen im Bonner Sachsenhausen-Prozess von 1958 und 1959. Im Jahr 1962 wurde er aus Krankheitsgründen entlassen.